# Marley Watkins
Marley Joseph Watkins (Lewisham, Inglaterra, Reino Unido; 17 de octubre de 1990) es un futbolista galés. Juega de delantero y su equipo actual es el Kilmarnock FC de la Scottish Premiership. Es internacional absoluto por la selección de Gales desde 2017.

## Trayectoria
Formado en las inferiores del Swansea City, Watkins comenzó su carrera senior en el Cheltenham Town en la temporada 2008-09 de la League One.
Tras pasos por clubes del ascenso inglés y la Scottish Premiership escocesa, el 5 de junio de 2015 fichó con el Barnsley de la League One, ganando la promoción a la EFL Championship en su primer año. Anotó un gol en su debut de Championship ante el Ipswich Town.
El 26 de agosto de 2021 fichó con el Aberdeen FC de la Scottish Premiership.

## Selección nacional
Nacido en Inglaterra, de ascendencia francesa y galesa. Debutó con la selección de Gales el 14 de noviembre de 2017 en el empate 1-1 contra Panamá.

## Clubes
| Club                         | País       | Año           |
| ---------------------------- | ---------- | ------------- |
| Cheltenham Town              | Inglaterra | 2008-2011     |
| Bath City (préstamo)         | Inglaterra | 2010-2011     |
| Bath City                    | Inglaterra | 2011-2012     |
| Hereford United              | Inglaterra | 2012-2013     |
| Inverness Caledonian Thistle | Escocia    | 2013-2015     |
| Barnsley                     | Inglaterra | 2015-2017     |
| Norwich City                 | Inglaterra | 2017-2018     |
| Bristol City                 | Inglaterra | 2018-2021     |
| Aberdeen (préstamo)          | Escocia    | 2020          |
| Cardiff City                 | Gales      | 2021          |
| Aberdeen                     | Escocia    | 2021-2023     |
| Kilmarnock FC                | Escocia    | 2023-presente |

## Palmarés

### Títulos nacionales
| Título          | Club                         | País       | Año     |
| --------------- | ---------------------------- | ---------- | ------- |
| Copa de Escocia | Inverness Caledonian Thistle | Escocia    | 2014-15 |
| EFL Trophy      | Barnsley                     | Inglaterra | 2015-16 |

## Vida personal
Nacido en Lewisham, Londres, Watkins creció en Swansea, Gales. Es nieto del poeta galés Vernon Watkins (1906-1967).